# L'Àngelus
L'Àngelus és una pintura de Jean-François Millet pintada entre 1857 i 1859 que es conserva al Museu d'Orsay de París. L'obra fou adaptada en diverses ocasions per Salvador Dalí, a qui fascinava.
En ple treball al camp, dos pagesos han deixat les seves eines per posar-se a resar amb simplicitat, mentre que s'endevina tocar l'àngelus en un campanar llunyà, el de l'església de Saint-Paul de Chailly-en-Bière, prop de Barbizon.
Millet representa aquí una escena campestre, que és la que dominarà en principi la seva obra. Aquesta posició atraurà l'atenció de la burgesia, ja que el món rural simbolitzava «el bo» en contraposició de la postura reaccionària del sector obrer. En la pintura, s'observa una clara inclinació per motius vinculats amb la natura i el paisatge, en què els efectes de contrast el vinculen amb l'estil d'Honoré Daumier, encara que tendeix a ser opaca i terrosa.
En un primer moment, Millet havia pintat, dins de la cistella que és a terra, el cos sense vida d'una criatura de pocs mesos, i els dos personatges drets com als compungits pares que la miraven sense consol. Aquesta situació va commocionar molt els que la van veure per primera vegada, i va rebre crítiques de censura, de manera que el pintor va decidir retocar-la i va quedar com la veiem avui.
L'atmosfera de l'escena sembla boirosa, cosa que simplifica el volum de les figures i que genera una fusió entre els personatges i el paisatge natural, realçant el patetisme de l'obra, encara que aquesta, a primera vista, no es deixi veure. Millet, juntament amb Daumier i Courbet, comprèn que, en el context de l'època, les manifestacions artístiques que plasmen la realitat, més enllà de les controvèrsies, centren l'atenció de l'espectador en un missatge crític que produeix una reacció, una mobilització que portarà com a corol·lari la consciència en la llibertat i la nació per deixar de banda el que té de superficial i individual el romanticisme.

## En el cinema
Al 2022, el director empordanés Joan Frank Charansonnet roda el film El Cas Àngelus, la fascinació de Dalí (El Caso Ángelus, la fascinación de Dalí) sobre la història d'aquest quadre.